# اتکینسون میلز (پنسیلوانیا)
اتکینسون میلز (به انگلیسی: Atkinson Mills) یک منطقهٔ مسکونی در ایالات متحده آمریکا است که در شهرستان میفلن، پنسیلوانیا واقع شده‌است. اتکینسون میلز ۱۷۴ نفر جمعیت دارد.